# Xe-Pian Xe-Namnoy Hydroelectric Power Project
Das Xe-Pian Xe-Namnoy Hydroelectric Power Project ist ein Wasserkraftprojekt in Laos. Es befindet sich teilweise in der Provinz Champasak und im Bezirk Sanamxay der südöstlichen Provinz Attapeu an der Grenze zu Kambodscha und besteht aus zwei Hauptdämmen sowie fünf Nebendämmen. Nach Angaben von Ratch, einer der beteiligten Firma, ging die Anlage am 6. Dezember 2019 ans Netz.

## Geschichte der Errichtung
- November 2008 Fertigstellung der Machbarkeitsstudie[5]
- Februar 2013 Baubeginn[5]
- Geplante Fertigstellung und Inbetriebnahme Ende 2018 (Stand: vor dem Dammbruch Juli 2018)[5]

## Betreiber und Anlage
Der Staudamm und das dazugehörige, noch nicht fertiggestellte Kraftwerk wurden von der Xe Pian-Xe Namnoy Power Company (PNPC) geplant und erbaut. Die Machbarkeitsstudie für das Wasserkraftprojekt wurde im November 2008 abgeschlossen. Der Bau des Projekts begann im Februar 2013. Das Kraftwerk soll im Endausbau 410 MW leisten und jährlich etwa 1,860 GWh liefern. Davon sollen 90 Prozent an Thailand geliefert werden.
Die PNPC ist ein Gemeinschaftsunternehmen, das im März 2012 von SK Engineering & Construction (SK E&C, eine Tochter der südkoreanischen SK Group), dem halbstaatlichen thailändischen Konzern Ratchaburi Electricity Generating Holding (RATCH), dem südkoreanischen Energieversorger Korea Western Power (KOWEPO, eine Tochter der Korea Electric Power Corporation KEPCO) und dem laotischen Staatsunternehmen Lao Holding State Enterprise (LHSE) gegründet wurde. SK E&C hält 24 % an PNPC, LHSE 26 %,  RATCH und KOWEPO besitzen die restlichen Anteile an dem Projekt.
Das Projekt soll etwa 1,02 Milliarden US-Dollar (etwa 870 Millionen Euro) kosten. Es ist dies das erste Projekt, bei dem die Anlage eigentumsrechtlich schon vor Ablauf der Konzessionsperiode auf den Kunden übertragen wird (Build Operate Transfer, BOT), das südkoreanische Unternehmen in Laos durchführen.
Der kommerzielle Vollbetrieb war für 2019 geplant.

## Technische Daten
Das Projekt besteht aus drei Stauseen: dem Houay Makchanh Reservoir, dem Xe-Pian Reservoir und dem aus diesen beiden gespeisten Xe-Namnoy Reservoir. Von diesem dritten Staubecken wird das Wasser in einem unterirdischen Stollen zum Kraftwerk geführt. Der Stollen besteht aus einem 13,7 km langen Niederdruckstollen, einem 458 m langen Vertikalstollen, einem Hochdruckschacht von 1564 m Länge und schließlich einer Druckrohrleitung von 768 m. Das Kraftwerk kann mit einer Peltonturbine und drei Francisturbinen 410 Megawatt elektrische Energie erzeugen. Von dort wird das Wasser in einem 6,3 km langen Kanal in den Fluss Xe Kong geführt.
Das Projekt umfasst mehrere Staumauern. Die wichtigsten sind:
- Houay Makchanh Dam – 81 km2 Einzugsgebiet,[9]
- Xe-Pian Dam – 48 m Höhe, 1307 m Länge, 217 km2 Einzugsgebiet, 28,72 Millionen Kubikmeter Stauvolumen (Type: Clay Core Rock Fill Dam kombiniert mit einer Betongewichtsstaumauer[9])
- Xe-Namnoy Dam – 73,7 m Höhe, 1600 m Länge, 522 km2 Einzugsgebiet, 1,043 Milliarden Kubikmeter Stauvolumen (Type: Clay Core Rock Fill Dam[9])

## Dammbruch 2018
Der Staudamm kollabierte am 23. Juli 2018 um 20 Uhr Ortszeit nach starken Regenfällen. Bereits am Sonntag, 22. Juli, sollen von Arbeitern Beschädigungen am Damm festgestellt und naheliegende Dörfer evakuiert worden sein. Es wurden etwa 5 Millionen Kubikmeter Wasser freigesetzt, die vor allem sechs Dörfer im Distrikt Sanamxay in der Provinz Attapeu am Fluss Xe-Pian überfluteten: Yai Thae, Hinlad, Mai, Thasengchan, Tha Hin und Samong. Hinlad und Mai wurden am stärksten betroffen. Die Bauarbeiten sollen zum Zeitpunkt des Dammbruchs fast beendet gewesen sein und gebrochen sei nicht ein Hauptdamm, sondern der Satteldamm „D“ (Saddle Dam D), der 8 Meter breit, 770 Meter lang und 16 Meter hoch war. Der Satteldamm D wurde zur Umleitung von Wasser konstruiert.
Hunderte von Menschen werden vermisst und es wird von 6600 Personen (1300 Familien) ausgegangen, die ihr Haus oder ihre Wohnung verloren haben. Zwei Tage nach dem Dammbruch wird von 26 Toten berichtet. Nach Aussage von Earth Journalism Network handelt es sich wahrscheinlich um den schlimmsten Kollaps eines Bauwerks in der Geschichte des Landes Laos
Im April 2020 kam es zu einem Vergleich zwischen der Provinz und den Kraftwerkentwicklern. Dabei wurde eine Summe von 92 Millionen Dollar als Schaden für den Dammbruch festgelegt. 52,6 Millionen Dollar sollen an die betroffene Bevölkerung ausbezahlt werden und 39,1 Millionen Dollar für die Wiederherstellung der öffentlichen Infrastruktur wie Straßen. Im Juli 2020 wurde mit dem Bau von 700 Häusern für die Flutopfer begonnen mithilfe von Geldern der Xe-Pian Xe-Namnoy Power Company Limited und SK Engineering and Construction.